# اقتصاد تنزانيا
تنزانيا هي ثاني أكبر اقتصاد في مجموعة شرق أفريقيا، والثاني عشر في قائمة الدول الأفريقية حسب الناتج القومي الإجمالي. يعتمد البلد بشكل كبير على الزراعة،  حيث يعمل بها ما يقرب من نصف القوة العاملة.:صفحة 56 وما يقدر بنحو 34 في المئة من التنزانيين يعيشون حالياً تحت خط الفقر. والاقتصاد في طور الانتقال من الاقتصاد الموجه إلى اقتصاد السوق منذ عام 1985. وعلى الرغم من أن الناتج المحلي الإجمالي قد زاد منذ بدأت هذه الإصلاحات إلا أن الناتج المحلي الإجمالي للفرد انخفض بحدة في البداية.
احتلت تنزانيا المرتبة 113 في مؤشر الابتكار العالمي في عام 2023، متراجعة من المرتبة 97 في عام 2019. كما تراجعت إلى المركز 120 في مؤشر عام 2024. 

## التاريخ
اتخذت تدابير هامة لتحرير الاقتصاد التنزاني على أسس السوق وتشجيع كل من القطاع الخاص المحلي والأجنبي. وابتداء من عام 1986، شرعت حكومة تنزانيا في برنامج تعديل لتفكيك الضوابط الاقتصادية. وتضمن البرنامج حزمة شاملة من السياسات التي قللت من عجز الميزانية وحسنت الرقابة النقدية، وأدت إلى انخفاض كبير في سعر الصرف.
نما نصيب الفرد من الناتج المحلي الإجمالي الحالي في تنزانيا بأكثر من 40 في المئة بين عامي 1998 و 2007. شرعت تنزانيا أيضًا في عملية إعادة هيكلة كبرى الشركات المملوكة للدولة.  بلغ متوسط النمو الاقتصادي حوالي 4 في المائة سنويًا، وهو أفضل بكثير من العشرين عامًا الماضية، ولكنه ليس كافياً لتحسين حياة التنزانيين. كما أن الاقتصاد لا يزال معتمدا بشكل كبير على المانحين. علاوة على ذلك، يبلغ الدين الخارجي 7.9 مليار دولار. ويمتص تسديد هذا الدين حوالي 40٪ من إجمالي الإنفاق الحكومي. وتأهلت تنزانيا لتخفيف الديون في إطار مبادرة البلدان الفقيرة المثقلة بالديون. فالغيت ديون تزيد قيمتها عن 6 مليارات دولار.

## اتجاه الاقتصادي الكلي
هذا مخطط لاتجاه الناتج المحلي الإجمالي لتنزانيا بأسعار السوق المقدرة من قبل صندوق النقد الدولي مع أرقام بملايين الشلينيغ.
| السنة | الناتج المحلي الإجمالي | صرف الدولار الأمريكي |
| ----- | ---------------------- | -------------------- |
| 1980  | 45,749                 | 8.21 شيلينغ          |
| 1985  | 115,006                | 17.87 شيلينغ         |
| 1990  | 830,693                | 195.04 شيلينغ        |
| 1995  | 3,020,501              | 536.40 شيلينغ        |
| 2000  | 7,267,133              | 800.43 شيلينغ        |
| 2005  | 13,713,477             | 1,127.10 شيلينغ      |
| 2010  | –                      | 1,515.10 شيلينغ      |

يبين الجدول التالي أهم المؤشرات الاقتصادية 1980-2017.
| السنة | الناتج المحلي الإجمالي (بالمليار دولار أمريكي تعادل القوة الشرائية) | نصيب الفرد (بالدولار أمريكي تعادل القوة الشرائية) | النمو | التضخم (بالنسبة المئوية) | الدين (نسبة مئوية من الناتج المحلي) |
| ----- | ------------------------------------------------------------------- | ------------------------------------------------- | ----- | ------------------------ | ----------------------------------- |
| 1980  | 11.0                                                                | 592                                               | 3.3%  | 30.2%                    |                                     |
| 1981  | 12.1                                                                | 633                                               | 0.5%  | 25.7%                    |                                     |
| 1982  | 13.0                                                                | 657                                               | 0.6%  | 28.9%                    |                                     |
| 1983  | 13.8                                                                | 680                                               | 2.4%  | 27.1%                    |                                     |
| 1984  | 14.8                                                                | 708                                               | 3.4%  | 36.1%                    |                                     |
| 1985  | 15.9                                                                | 744                                               | 4.6%  | 33.3%                    |                                     |
| 1986  | 17.3                                                                | 789                                               | 6.6%  | 32.4%                    |                                     |
| 1987  | 18.8                                                                | 835                                               | 5.9%  | 29.9%                    |                                     |
| 1988  | 20.3                                                                | 880                                               | 4.4%  | 31.2%                    |                                     |
| 1989  | 21.9                                                                | 917                                               | 3.8%  | 25.8%                    |                                     |
| 1990  | 24.3                                                                | 985                                               | 7.0%  | 36.4%                    |                                     |
| 1991  | 25.7                                                                | 1,007                                             | 2.1%  | 25.2%                    |                                     |
| 1992  | 26.4                                                                | ▼1,004                                            | 0.6%  | 20.7%                    |                                     |
| 1993  | 27.4                                                                | 1,009                                             | 1.2%  | 26.1%                    |                                     |
| 1994  | 28.4                                                                | 1,016                                             | 1.6%  | 37.9%                    |                                     |
| 1995  | 30.0                                                                | 1,044                                             | 3.6%  | 26.8%                    |                                     |
| 1996  | 32.0                                                                | 1,081                                             | 4.5%  | 21.0%                    |                                     |
| 1997  | 33.7                                                                | 1,108                                             | 3.5%  | 16.1%                    |                                     |
| 1998  | 35.3                                                                | 1,132                                             | 3.7%  | 12.8%                    |                                     |
| 1999  | 37.6                                                                | 1,174                                             | 4.8%  | 7.9%                     |                                     |
| 2000  | 40.3                                                                | 1,228                                             | 4.9%  | 6.0%                     |                                     |
| 2001  | 43.7                                                                | 1,298                                             | 6.0%  | 5.1%                     | 50.2%                               |
| 2002  | 47.4                                                                | 1,377                                             | 6.9%  | 4.6%                     | 47.0%                               |
| 2003  | 51.4                                                                | 1,447                                             | 6.4%  | 4.4%                     | 44.3%                               |
| 2004  | 56.6                                                                | 1,548                                             | 7.2%  | 4.1%                     | 44.6%                               |
| 2005  | 62.1                                                                | 1,651                                             | 6.5%  | 4.4%                     | 46.8%                               |
| 2006  | 66.9                                                                | 1,732                                             | 4.7%  | 7.3%                     | 32.8%                               |
| 2007  | 74.6                                                                | 1,879                                             | 8.5%  | 7.0%                     | 21.6%                               |
| 2008  | 80.2                                                                | 1,970                                             | 5.6%  | 10.3%                    | 21.5%                               |
| 2009  | 85.2                                                                | 2,039                                             | 5.4%  | 12.1%                    | 24.4%                               |
| 2010  | 91.7                                                                | 2,140                                             | 6.4%  | 7.2%                     | 27.3%                               |
| 2011  | 101.0                                                               | 2,301                                             | 7.9%  | 12.7%                    | 27.8%                               |
| 2012  | 108.2                                                               | 2,409                                             | 5.1%  | 16.0%                    | 29.2%                               |
| 2013  | 118.1                                                               | 2,577                                             | 7.2%  | 7.9%                     | 30.9%                               |
| 2014  | 128.7                                                               | 2,754                                             | 7.0%  | 6.1%                     | 33.8%                               |
| 2015  | 139.1                                                               | 2,918                                             | 7.0%  | 5.6%                     | 37.2%                               |
| 2016  | 150.4                                                               | 3,091                                             | 7.0%  | 5.2%                     | 38.0%                               |
| 2017  | 162.5                                                               | 3,247                                             | 6.0%  | 5.3%                     | 37.0%                               |

## الزراعة

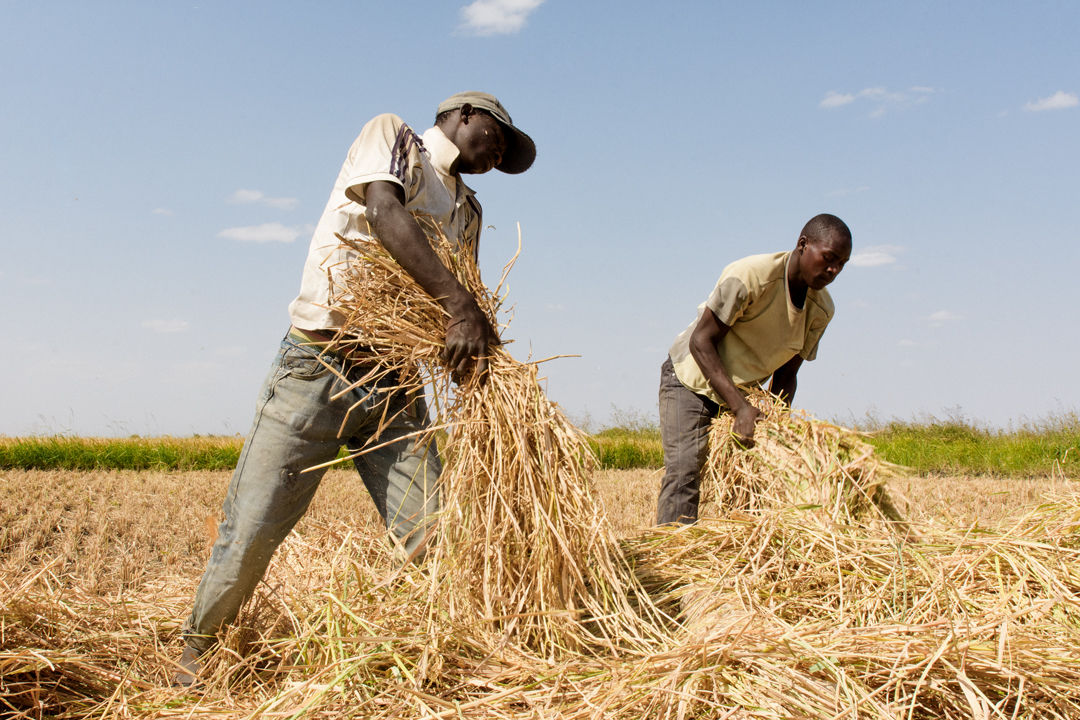
مزارعون في إيغونجا، تنزانيا

يعتمد الاقتصاد التنزاني بشكل كبير على الزراعة، والتي تمثل 28.7 في المائة من الناتج المحلي الإجمالي،:صفحة 37 و85 في المائة من الصادرات، ونصف القوة العاملة؛:صفحة 56 يعيش 76 ٪ من سكان تنزانيا على الزراعة وبسبب الافتقار إلى المعرفة والبنية التحتية لتطوير القطاع، فإن أي جفاف أو فيضان يمكن أن تلحق أضرارًا بالغة بمستويات المعيشة وزيادة هائلة في معدلات البطالة والجوع وسوء التغذية.
أنتجت تنزانيا في عام 2018:
- 5.9 مليون طن من الذرة ؛
- 5 ملايين طن من الكسافا (ثاني أكبر منتج في العالم) ؛
- 3.8 مليون طن من البطاطا الحلوة (رابع أكبر منتج في العالم) ؛
- 3.4 مليون طن من الموز (عاشر أكبر منتج في العالم) ؛
- 3 ملايين طن من الأرز ؛
- 3 ملايين طن من قصب السكر ؛
- 1.7 مليون طن من البطاطس ؛
- 1.2 مليون طن من الفول (سادس أكبر منتج في العالم) ؛
- 940 ألف طن من الفول السوداني (سابع أكبر منتج في العالم) ؛
- 930 ألف طن من بذور عباد الشمس (ثاني أكبر منتج في العالم) ؛
- 808 ألف طن من السورغم.
- 561 ألف طن من بذور السمسم (خامس أكبر منتج في العالم) ؛
- 546 ألف طن من جوز الهند (11 أكبر منتج في العالم) ؛
- 454000 طن من المانجو؛
- 389 ألف طن من الأناناس .
- 373 ألف طن من البرتقال .
- 356 ألف طن طماطم ؛
- 238 ألف طن من القطن ؛
- 171 ألف طن من الكاجو (سادس أكبر منتج في العالم) ؛

بالإضافة إلى الإنتاج أقل من المنتجات الزراعية الأخرى.

## التعدين
ساهم التعدين بنسبة 3.3 في المائة من الناتج المحلي الإجمالي في عام 2013.:صفحة 33 وتأتي الغالبية العظمى من عائدات تصدير المعادن في البلاد من الذهب، حيث يمثل 89 في المائة من قيمة تلك الصادرات في عام 2013.:صفحة 71 كما أنها تصدر أيضًا كميات كبيرة من الأحجار الكريمة، بما في ذلك الماس  التنزانيت.:صفحة 1250  ويتم استخدام كل إنتاج الفحم، والذي بلغ 106000 طن في عام 2012، محليًا.

## الغاز الطبيعي

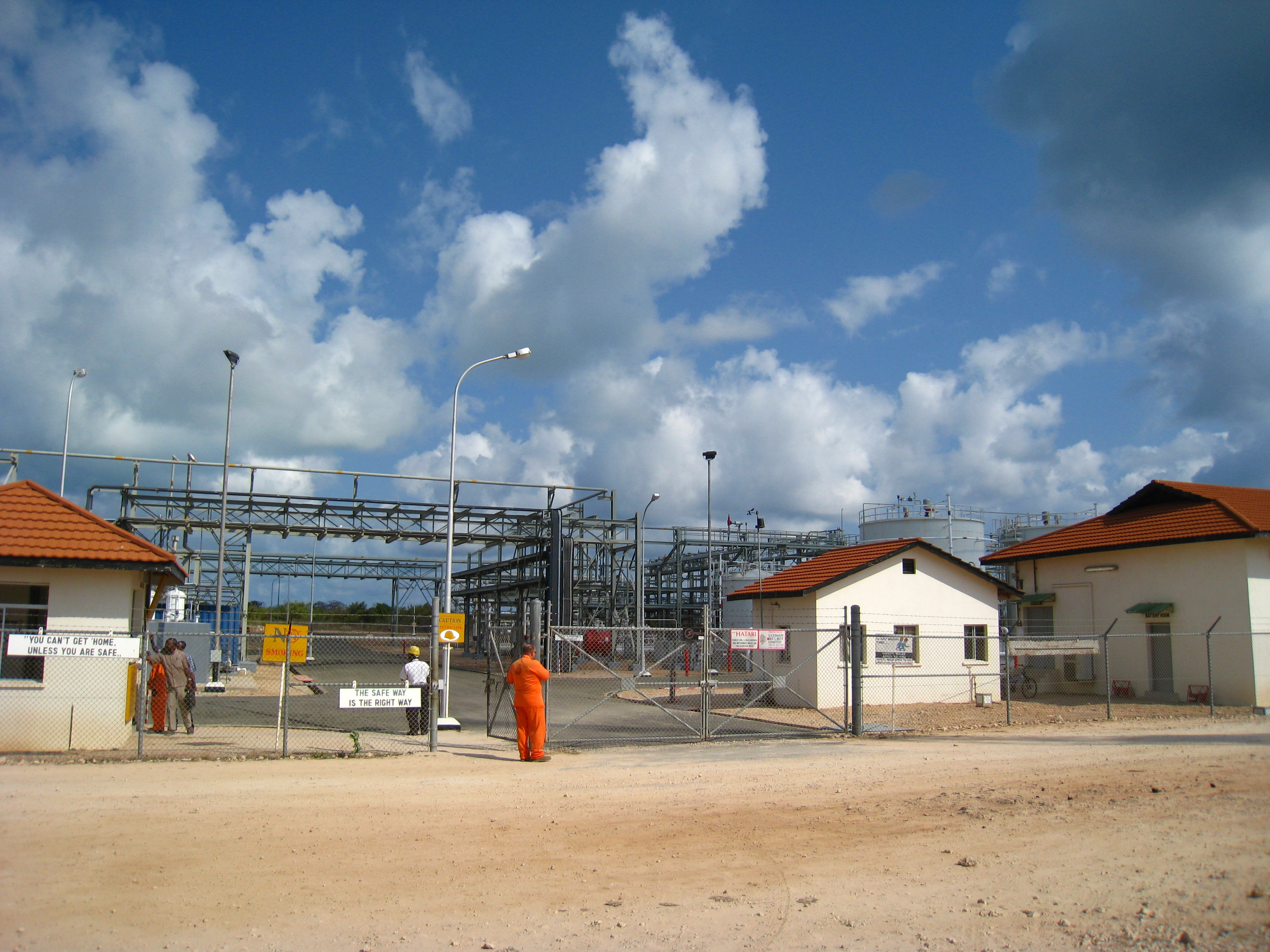
مصنع سونجو سونجو للغاز

وفقًا لـPFC Energy ‏، اُكتشاف من 25 إلى 30 تريليون قدم مكعب من الغاز الطبيعي في تنزانيا منذ عام 2010. بلغت قيمة الغاز الطبيعي المنتج فعليًا في عام 2013 52.2 مليون دولار أمريكي، بزيادة قدرها 42.7 بالمائة عن عام 2012. :صفحة 73 بدأ الإنتاج التجاري للغاز من حقل جزيرة سونجو سونجو في المحيط الهندي في عام 2004 ، بعد ثلاثين عامًا من اكتشافه هناك. مع احتياطيات مؤكدة ومحتملة يبلغ مجموعها 1.1 تريليون قدم مكعب. يتم نقل الغاز عبر خط أنابيب إلى دار السلام.  ووفقًا لتقديرات هيئة المساحة الجيولوجية الأمريكية، يمكن أن يصل احتياطي الغاز المشترك لموزمبيق وتنزانيا إلى 250 تريليون قدم مكعب.

## التجارة الخارجية والاستثمار

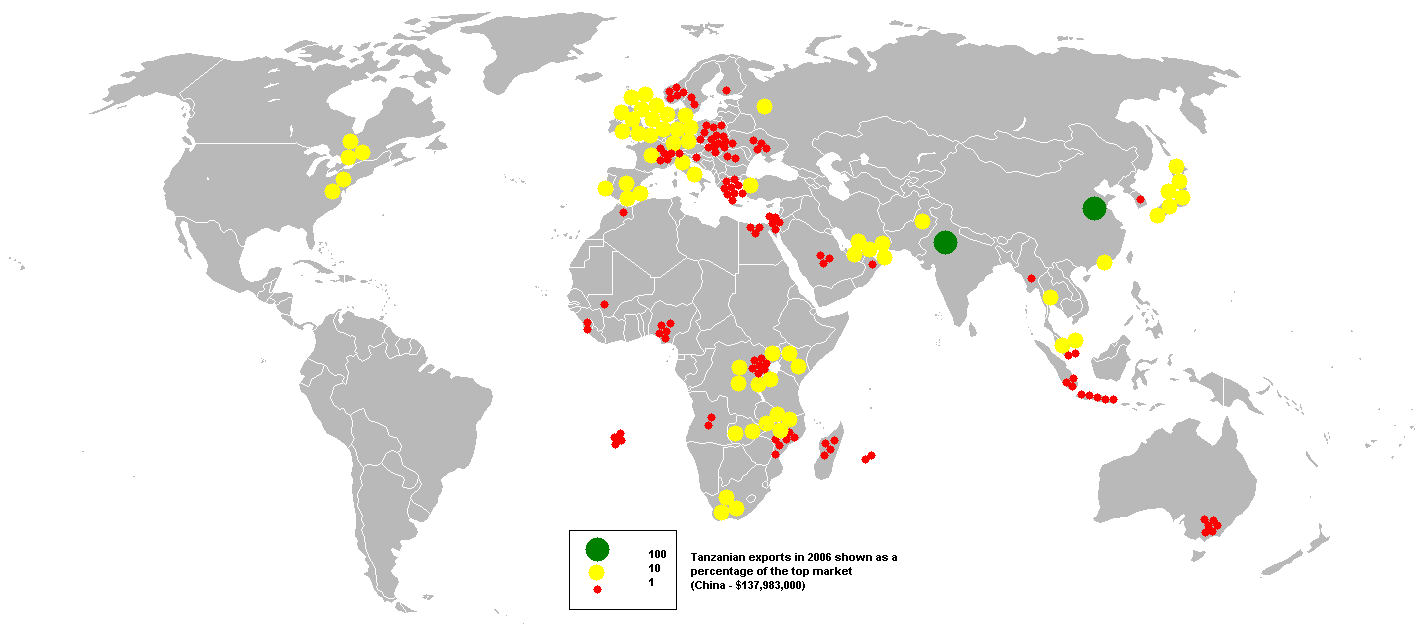
وجهات التصدير التنزانية عام 2006

شجع الاستقرار السياسي في تنزانيا الاستثمارات الأجنبية. والتزمت الحكومة بتحسين الاستثمار بما في ذلك إعادة رسم الرموز الضريبية، وتعويم سعر الصرف، وترخيص البنوك الأجنبية. وتتمتع تنزانيا موارد معدنية والسياحة غير المستغل إلى حد كبير، مما يجعلها قابلة للاستثمارات الأجنبية.